# Macoura Dao
Pour les articles homonymes, voir Dao.
Macoura Dao, née  Coulibaly, est une femme politique ivoirienne. Elle est maire de Foumbolo et succède en 2019 à Célestine Ketcha Courtès à la présidence du Réseau des femmes élues locales d'Afrique (REFELA),,.

## Carrière
Lors des élections locales ivoiriennes de 2013, Macoura Dao se présente sous la bannière du Rassemblement des républicains (RDR) et est élue à la mairie de Foumbolo. Elle est réélue lors des élections municipales et régionales ivoiriennes de 2018 avec 61,30 % des voix. 
En 2017, elle gagne le prix d'excellence du ministère de l'Intérieur et de la Sécurité en remportant le deuxième prix du meilleur élu local. Macoura Dao est nommée présidente du REFELA lors d'une réunion au Caire le 17 juin 2019, succédant à  Célestine Ketcha Courtès[réf. souhaitée].
Le 7 février 2023, avec l'objectif d'améliorer la qualité sanitaire de la viande dans le département, elle inaugure une boucherie dotée d'un abattoir à Foumbolo.